# Thierry Omeyer
Thierry Omeyer (Mulhouse, 1976. november 2. –) olimpiai-, világ-, és Európa-bajnok francia kézilabdakapus. A 2008-as teljesítményéért a világ legjobbjának választották.

## Pályafutása
Omeyer első sikereit a Montpellier HB csapatánál érte el. Az öt hazai bajnoki és kupa győzelem mellett 2003-ban elhódították a Bajnokok Ligáját is. A német rekordbajnok THW Kielben 2006-tól játszott, amellyel 2007-ben, 2010-ben és 2012-ben újra Bajnokok Ligája győzelmet ünnepelhetett. A Franciaországban eltöltött évek alatt 3-szor választották meg a bajnokság legjobb kapusának: 2000-ben, 2004-ben és 2006-ban. A 2006-os teljesítményéért az év kézilabdázójának jelölték, de a címet csak 2008-ban kapta meg. A 2018–2019-es szezon végén 42 évesen befejezte pályafutását.
A francia válogatottban 1999. szeptember 19-én egy Románia elleni Európa-bajnoki selejtező mérkőzésen mutatkozott be Dijonban. Azóta több mint 200-szor ölthette magára a válogatott mezt, és minden jelentős tornán tudott győzedelmeskedni. 2001-ben először lett világbajnok, 2006-ban Európa-bajnoki címnek ünnepelhetett, 2008-ban pedig az olimpián lett aranyérmes. Ezen az olimpián az All-star csapatba is beválasztották, valamint megválasztották a világ legjobb játékosának is. A 2017-es francia rendezésű világbajnokságon aratott győzelem után lemondta a válogatottságot.

## Sikerei

### Válogatottban
- Olimpiai bajnok: 2008, 2012
  - ezüstérmes: 2016
  - 5. helyezett: 2004
- Világbajnokság győztese: 2001, 2009, 2011, 2015, 2017
  - bronzérmes: 2003, 2005
  - 4. helyezett: 2007
  - 6. helyezett: 2013
- Európa-bajnokság győztese: 2006, 2010, 2014
  - 3. helyezett: 2008
  - 5. helyezett: 2016
  - 6. helyezett: 2002, 2004
  - 11. helyezett: 2012

### Klubcsapatban
- Francia bajnokság: 10-szeres győztes: 2002, 2003, 2004, 2005, 2006, 2015, 2016, 2017, 2018, 2019
- Francia kupa: 7-szeres győztes: 2001, 2002, 2003, 2005, 2006, 2015, 2018
- Francia ligakupa: 7-szeres győztes: 2004, 2005, 2006, 2014, 2017, 2018, 2019
- Német bajnokság: 6-szoros győztes: 2007, 2008, 2009, 2010, 2012, 2013
- Német kupa: 6-szoros győztes: 2007, 2008, 2009, 2011, 2012, 2013
- Német szuperkupa: 4-szeres győztes: 2008, 2009, 2012, 2013
- Bajnokok Ligája: 4-szeres győztes: 2003, 2007, 2010, 2012
- EHF Klubcsapatok Európa-bajnoksága győztes: 2007
- Super-Globe győztes: 2011